# Богдан IV Лэпушняну
Бо́гдан IV Лэпушняну (молд. Богдан Лэпушняну; 1555—1574) — князь молдавский, господарь Молдавского княжества, с весны 1568 года до февраля 1572 года.
В других источниках указан как Богдан IV Лапуснеануль, родился 9 мая 1555 года, избран князем 1568 году, по смерти матери Руксанды стал лично править, вытеснен турками и князем Иоанном Армянином (Жестоким), 1572 году в Москве, умер.

## Биография
С XVI столетия шла беспрерывная борьба соседних государств между собою за обладание прекрасным краем Волохским. Богдан IV взошёл на престол (был избран единогласно князем) в возрасте 15 лет после смерти своего отца Александра Лэпушняну, предположительно отравленного молдавскими боярами или женой.
Правил Богдан IV под попечительством своей матери Роксанды (княгини Руксанды). После смерти матери, в 1570 году, он окружил себя молодыми магнатами из польской знати, и предался разным забавам, и вскоре финансы молдавского господарства истощились. Возобновил вассальные отношения с Польским королевством. Турецкий султан от своего имени назначил другого господаря на молдавский престол Оттоманской империи (Порты), в другом источнике указано что он был изгнан боярами, которые признали молдавским господарём Иоана Водэ, прозванного «Лютым». В другом источнике указан как некий Иоанн, названный Армянином, или Жестоким, который, как предполагают, был незаконным сыном Стефана Младшего, до занятия престола молдавского господарства путешествовал, и был в Польше, Константинополе, Русском царстве, Греции, а из грамоты Ивана IV к нему, от мая 1574 года, известно, что около 1566 года Иоанн жил в России и был там женат (на Марии, дочери князя Симеона Ростовского), и состоял на службе у русского царя. Иоанн «Армянин», получил от османского султана грамоту, утверждающую его в правах на престол Молдавского господарства, собрал войско из турок и наёмников (солдат) фессалийских и двинулся с ними в Молдавскую землю.
Узнав об этом Богдан IV обратился за помощью к польскому королю Сигизмунду-Августу, тот позволил, в связи с тем что его посольство к султанскому двору, в лице Андрея Тарновского не решило вопрос с оставлением его (Богдана) на престоле, набрать ему войско, в Польше, и под руководством гетмана Мелецкого оно, в количестве 3 000 человек личного состава двинулось против Иоанна «Армянина». А Иоанн «Армянин», со своими наёмниками греками и османами прибыл в столицу господарства Яссы, и торжественно вступил на княжеский престол, в конце 1571 года.
Боестолкновение между войском Богдан IV и Иоанна произошло, несмотря на более чем вдвое многочисленное турецко-греческое войско, на берегах реки Прут, и было оно нерешительным до подхода турецкой помощи, из 6 000 человек. Набранные поляки-наёмники отступил в Польское королевство, а Богдан IV бежал в Вену, затем в Париж, Копенгаген, и в Москву, где якобы при поддержке русского царя строил планы возвращения на родину, в Молдавию (Валахию), которым не суждено было сбыться.